# Майкл Берштайн
 Майкл Берштайн (англ. Michael A. Burstein, *1970) — американський письменник, працює у жанрі наукової фантастики.